# Gammelkatolikker
Gammelkatolikker er katolikker, som afviser pavens ufejlbarhed og som organiserede sig som egen kirke i 1872 og opfatter sig selv som en reformbevægelse. De brød ud som konsekvens af 1. Vatikankoncil i 1869-70, hvor det blev fastslået, at paven er hele kirkens universelle biskop, i hvis hånd al kirkelig magt er samlet, og at paven er den øverste dommer i alle kirkelige spørgsmål (dogmet om universaljurisdiktion). Han er ufejlbar når han udtaler sig ex cathedra, det vil sige, når han som alle kristnes lærer og hyrde fastslår læren om tro og sæder inden for kirken.
Dette ufejlbarhedsdogme mødte en vis modstand på kirkemødet, men det endte med, at næsten alle accepterede. Kun et lille mindretal, nemlig "gammelkatolikkerne", nægtede at anerkende dogmet og dannede siden deres egen kirke. Ifølge gammelkatolikkerne modsiger disse dogmer både Bibelens ord og den gamle kirkes tro.
Gammelkatolikkerne afviser Rom-kirkens dogme om Jomfru Marias særlige status som "immun" overfor arvesynden, altså dogmet om den ubesmittede undfangelse (fastslået af pave Pius 9. i 1854). Dogmet underbygger Marias særlige status i den katolske kirke.
Tillægsordet "gammel" i betegnelsen gammelkatolsk skal betyde "oprindelig" at forstå som et forsøg på at genoplive den oprindelige kristendom, hvor menigheden har medbestemmelse og kvinder er ligeberettigede på alle niveauer, hvor menighedens medlemmer har ansvaret for hinanden. I nogle gammelkatolske menigheder kan præster, mandlige og kvindelige, vælge frit om de vil leve i cølibat eller stifte familie eller indgå i et partnerskab.